# Blutige Anfänger/Episodenliste

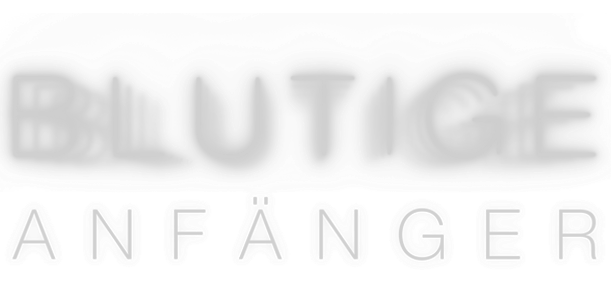
Logo zur Serie

Diese Episodenliste enthält alle Episoden der deutschen Kriminalserie Blutige Anfänger, sortiert nach der deutschen Erstausstrahlung. Die Fernsehserie umfasst sechs Staffeln mit 72 Episoden.

## Übersicht
| Staffel | Episodenanzahl | Erstausstrahlung   | Erstausstrahlung  |
| Staffel | Episodenanzahl | Staffelpremiere    | Staffelfinale     |
| ------- | -------------- | ------------------ | ----------------- |
| 1       | 12             | 29. Januar 2020    | 22. April 2020    |
| 2       | 12             | 13. Oktober 2021   | 12. Januar 2022   |
| 3       | 12             | 19. Januar 2022    | 13. April 2022    |
| 4       | 12             | 5. Oktober 2022    | 18. Januar 2023   |
| 5       | 12             | 3. Januar 2024     | 27. März 2024     |
| 6       | 12             | 25. September 2024 | 18. Dezember 2024 |

## Staffel 1
| Nr. (ges.)                                                                                     | Nr. (St.) | Originaltitel              | Erstausstrahlung D | Regie             | Drehbuch                                   | Zuschauer | Marktanteil |
| ---------------------------------------------------------------------------------------------- | --------- | -------------------------- | ------------------ | ----------------- | ------------------------------------------ | --------- | ----------- |
| 1                                                                                              | 1         | Selfie, Mord und Totschlag | 29. Jan. 2020      | Gero Weinreuter   | Heike Brückner von Grumbkow, Jörg Brückner | 3,42 Mio. | 12,2 %      |
| 2                                                                                              | 2         | Tödliche Affäre            | 5. Feb. 2020       | Gero Weinreuter   | Heike Brückner von Grumbkow, Jörg Brückner | 4,05 Mio. | 13,7 %      |
| 3                                                                                              | 3         | Abserviert                 | 12. Feb. 2020      | Gero Weinreuter   | Heike Brückner von Grumbkow, Jörg Brückner | 3,18 Mio. | 11,7 %      |
| 4                                                                                              | 4         | Schokoladenseite           | 19. Feb. 2020      | Gero Weinreuter   | Heike Brückner von Grumbkow, Jörg Brückner | 4,14 Mio. | 14,0 %      |
| 5                                                                                              | 5         | Sandgräfin                 | 26. Feb. 2020      | Oliver Liliensiek | Heike Brückner von Grumbkow, Jörg Brückner | 3,25 Mio. | 11,5 %      |
| 6                                                                                              | 6         | Trigger                    | 4. März 2020       | Oliver Liliensiek | Heike Brückner von Grumbkow, Jörg Brückner | 3,19 Mio. | 11,2 %      |
| 7                                                                                              | 7         | Nachtwache                 | 11. März 2020      | Oliver Liliensiek | Heike Brückner von Grumbkow, Jörg Brückner | 3,06 Mio. | 11,0 %      |
| 8                                                                                              | 8         | Im rechten Licht           | 25. März 2020      | Oliver Liliensiek | Heike Brückner von Grumbkow, Jörg Brückner | 4,16 Mio. | 11,7 %      |
| 9                                                                                              | 9         | Wunschkind                 | 1. Apr. 2020       | Käthe Niemeyer    | Heike Brückner von Grumbkow, Jörg Brückner | 4,03 Mio. | 12,0 %      |
| 10                                                                                             | 10        | Frauenmörder               | 8. Apr. 2020       | Käthe Niemeyer    | Heike Brückner von Grumbkow, Jörg Brückner | 3,81 Mio. | 12,3 %      |
| 11                                                                                             | 11        | Gnadenlos                  | 15. Apr. 2020      | Käthe Niemeyer    | Heike Brückner von Grumbkow, Jörg Brückner | 4,32 Mio. | 12,7 %      |
| 12                                                                                             | 12        | Blinder Fleck              | 22. Apr. 2020      | Käthe Niemeyer    | Heike Brückner von Grumbkow, Jörg Brückner | 3,63 Mio. | 12,0 %      |
| Am 24. Januar 2020 wurden alle Episoden der ersten Staffel in der ZDFmediathek veröffentlicht. |           |                            |                    |                   |                                            |           |             |

## Staffel 2
| Nr. (ges.)                                                                                      | Nr. (St.) | Originaltitel     | Erstausstrahlung D | Regie           | Drehbuch                                         | Zuschauer | Marktanteil |
| ----------------------------------------------------------------------------------------------- | --------- | ----------------- | ------------------ | --------------- | ------------------------------------------------ | --------- | ----------- |
| 13                                                                                              | 1         | Winzerblut        | 13. Okt. 2021      | Nico Zavelberg  | Heike Brückner von Grumbkow, Jörg Brückner       | 3,42 Mio. | 13,4 %      |
| 14                                                                                              | 2         | Raubkatze         | 20. Okt. 2021      | Nico Zavelberg  | Heike Brückner von Grumbkow, Jörg Brückner       | 3,25 Mio. | 12,6 %      |
| 15                                                                                              | 3         | Systemschwimmer   | 27. Okt. 2021      | Nico Zavelberg  | Heike Brückner von Grumbkow, Jörg Brückner       | 3,00 Mio. | 11,9 %      |
| 16                                                                                              | 4         | Luftwaffe         | 3. Nov. 2021       | Nico Zavelberg  | Heike Brückner von Grumbkow, Jörg Brückner       | 2,99 Mio. | 11,1 %      |
| 17                                                                                              | 5         | Durchbohrt        | 10. Nov. 2021      | Irina Popow     | Heike Brückner von Grumbkow, Jörg Brückner       | 3,32 Mio. | 12,3 %      |
| 18                                                                                              | 6         | Fashion Kills     | 17. Nov. 2021      | Irina Popow     | Heike Brückner von Grumbkow, Jörg Brückner       | 2,87 Mio. | 10,5 %      |
| 19                                                                                              | 7         | Lieferstatus: tot | 1. Dez. 2021       | Irina Popow     | Heike Brückner von Grumbkow, Jörg Brückner       | 2,95 Mio. | 10,7 %      |
| 20                                                                                              | 8         | Nazi-Opa          | 15. Dez. 2021      | Irina Popow     | Lucas Flasch, Heike Brückner von Grumbkow        | 2,61 Mio. | 9,7 %       |
| 21                                                                                              | 9         | Meine Mama Stefan | 22. Dez. 2021      | Gero Weinreuter | Beliban zu Stolberg, Heike Brückner von Grumbkow | 2,81 Mio. | 10,4 %      |
| 22                                                                                              | 10        | Hahn im Korb      | 29. Dez. 2021      | Gero Weinreuter | Cornelia Deil, Heike Brückner von Grumbkow       | 3,26 Mio. | 12,2 %      |
| 23                                                                                              | 11        | Bruderkrieg       | 5. Jan. 2022       | Gero Weinreuter | Heike Brückner von Grumbkow, Jörg Brückner       | 3,33 Mio. | 12,2 %      |
| 24                                                                                              | 12        | Babyshopping      | 12. Jan. 2022      | Gero Weinreuter | Heike Brückner von Grumbkow, Jörg Brückner       | 3,10 Mio. | 11,0 %      |
| Am 6. Oktober 2021 wurden alle Episoden der zweiten Staffel in der ZDFmediathek veröffentlicht. |           |                   |                    |                 |                                                  |           |             |

## Staffel 3
| Nr. (ges.)                                                                                      | Nr. (St.) | Originaltitel         | Erstausstrahlung D | Regie           | Drehbuch                                                     | Zuschauer | Marktanteil |
| ----------------------------------------------------------------------------------------------- | --------- | --------------------- | ------------------ | --------------- | ------------------------------------------------------------ | --------- | ----------- |
| 25                                                                                              | 1         | Cop-Killer            | 19. Jan. 2022      | Gero Weinreuter | Heike Brückner von Grumbkow, Jörg Brückner                   | 3,37 Mio. | 11,9 %      |
| 26                                                                                              | 2         | Weggeworfen           | 26. Jan. 2022      | Gero Weinreuter | Lucas Flasch, Heike Brückner von Grumbkow                    | 2,89 Mio. | 10,5 %      |
| 27                                                                                              | 3         | Samenraub             | 2. Feb. 2022       | Gero Weinreuter | Cornelia Deil, Heike Brückner von Grumbkow                   | 3,58 Mio. | 13,0 %      |
| 28                                                                                              | 4         | Alkoholleiche         | 9. Feb. 2022       | Gero Weinreuter | Beliban zu Stolberg, Heike Brückner von Grumbkow             | 3,20 Mio. | 12,0 %      |
| 29                                                                                              | 5         | Serientod             | 16. Feb. 2022      | Franco Tozza    | Jörg Brückner, Heike Brückner von Grumbkow                   | 3,82 Mio. | 13,0 %      |
| 30                                                                                              | 6         | Vater, Mutter, Killer | 23. Feb. 2022      | Franco Tozza    | Jörg Brückner, Heike Brückner von Grumbkow                   | 2,91 Mio. | 11,0 %      |
| 31                                                                                              | 7         | Stirb zweimal         | 9. März 2022       | Franco Tozza    | Jörg Brückner, Heike Brückner von Grumbkow                   | 2,79 Mio. | 10,0 %      |
| 32                                                                                              | 8         | Verzockt              | 16. März 2022      | Franco Tozza    | Lucas Flasch, Heike Brückner von Grumbkow                    | 2,50 Mio. | 9,2 %       |
| 33                                                                                              | 9         | Toxisch               | 23. März 2022      | Franziska Jahn  | Isabella Oliveira Parise Kröger, Heike Brückner von Grumbkow | 2,58 Mio. | 9,8 %       |
| 34                                                                                              | 10        | Giftfrösche           | 30. März 2022      | Franziska Jahn  | Beliban zu Stolberg, Heike Brückner von Grumbkow             | 3,01 Mio. | 11,7 %      |
| 35                                                                                              | 11        | Love Boat             | 6. Apr. 2022       | Franziska Jahn  | Heike Brückner von Grumbkow, Jörg Brückner                   | 2,92 Mio. | 11,4 %      |
| 36                                                                                              | 12        | Halle forever         | 13. Apr. 2022      | Franziska Jahn  | Heike Brückner von Grumbkow, Jörg Brückner                   | 2,42 Mio. | 10,6 %      |
| Am 19. Januar 2022 wurden alle Episoden der dritten Staffel in der ZDFmediathek veröffentlicht. |           |                       |                    |                 |                                                              |           |             |

## Staffel 4
| Nr. (ges.)                                                                                       | Nr. (St.) | Originaltitel          | Erstausstrahlung D | Regie             | Drehbuch                                   | Zuschauer | Marktanteil |
| ------------------------------------------------------------------------------------------------ | --------- | ---------------------- | ------------------ | ----------------- | ------------------------------------------ | --------- | ----------- |
| 37                                                                                               | 1         | Willkommen in der Moko | 5. Okt. 2022       | Philipp Eichholtz | Isabella Oliveira Parise Kröger            | 2,61 Mio. | 11,3 %      |
| 38                                                                                               | 2         | Die tote Tante         | 12. Okt. 2022      | Philipp Eichholtz | Cornelia Deil                              | 2,62 Mio. | 10,9 %      |
| 39                                                                                               | 3         | Henkersmahlzeit        | 19. Okt. 2022      | Philipp Eichholtz | Heike Brückner von Grumbkow, Jörg Brückner | 2,25 Mio. | 9,4 %       |
| 40                                                                                               | 4         | Fußballgöttin          | 26. Okt. 2022      | Philipp Eichholtz | Heike Brückner von Grumbkow, Jörg Brückner | 2,43 Mio. | 9,9 %       |
| 41                                                                                               | 5         | Tod in Acryl           | 2. Nov. 2022       | Irina Popow       | Heike Brückner von Grumbkow, Jörg Brückner | 2,57 Mio. | 10,3 %      |
| 42                                                                                               | 6         | Treibjagd              | 16. Nov. 2022      | Irina Popow       | Isabella Oliveira Parise Kröger            | 2,36 Mio. | 9,2 %       |
| 43                                                                                               | 7         | Abgestürzt             | 23. Nov. 2022      | Irina Popow       | Beliban zu Stolberg                        | 3,04 Mio. | 12,3 %      |
| 44                                                                                               | 8         | Meine Freundin Ana     | 7. Dez. 2022       | Irina Popow       | Heike Brückner von Grumbkow, Jörg Brückner | 3,24 Mio. | 12,9 %      |
| 45                                                                                               | 9         | Monsterjagd            | 21. Dez. 2022      | Franco Tozza      | Heike Brückner von Grumbkow, Jörg Brückner | 2,46 Mio. | 10,0 %      |
| 46                                                                                               | 10        | Sündenfall             | 4. Jan. 2023       | Franco Tozza      | Heike Brückner von Grumbkow, Jörg Brückner | 3,16 Mio. | 12,1 %      |
| 47                                                                                               | 11        | Niemand ist sicher     | 11. Jan. 2023      | Franco Tozza      | Cornelia Deil                              | 2,62 Mio. | 10,6 %      |
| 48                                                                                               | 12        | Atemlos                | 18. Jan. 2023      | Franco Tozza      | Beliban zu Stolberg                        | 2,63 Mio. | 10,9 %      |
| Alle Episoden wurden jeweils eine Woche vor der Ausstrahlung in der ZDFmediathek veröffentlicht. |           |                        |                    |                   |                                            |           |             |

## Staffel 5
| Nr. (ges.)                                                                                     | Nr. (St.) | Originaltitel             | Erstausstrahlung D | Regie          | Drehbuch                        | Zuschauer | Marktanteil |
| ---------------------------------------------------------------------------------------------- | --------- | ------------------------- | ------------------ | -------------- | ------------------------------- | --------- | ----------- |
| 49                                                                                             | 1         | Blutlinie                 | 3. Jan. 2024       | Nico Zavelberg | Beliban von Stolberg            | 3,00 Mio. | 12,2 %      |
| 50                                                                                             | 2         | Wut                       | 17. Jan. 2024      | Nico Zavelberg | Cornelia Deil                   | 3,23 Mio. | 12,8 %      |
| 51                                                                                             | 3         | Babyalarm                 | 24. Jan. 2024      | Nico Zavelberg | Volker Führer                   | 2,48 Mio. | 11,8 %      |
| 52                                                                                             | 4         | Angst                     | 31. Jan. 2024      | Nico Zavelberg | Linus Foerster                  | 2,47 Mio. | 10,2 %      |
| 53                                                                                             | 5         | Kinder der Nacht          | 7. Feb. 2024       | Irina Popow    | Jan Krebs                       | 2,69 Mio. | 11,4 %      |
| 54                                                                                             | 6         | Stiller Alarm             | 14. Feb. 2024      | Irina Popow    | Cornelia Deil                   | 2,56 Mio. | 10,8 %      |
| 55                                                                                             | 7         | Pferdeflüsterer           | 21. Feb. 2024      | Irina Popow    | Volker Führer                   | 2,60 Mio. | 11,3 %      |
| 56                                                                                             | 8         | Todestanz                 | 28. Feb. 2024      | Irina Popow    | Sargon Youkhana                 | 2,43 Mio. | 10,0 %      |
| 57                                                                                             | 9         | Spiel, Satz und Mord      | 6. März 2024       | Heinz Dietz    | Isabella Oliveira Parise Kröger | 2,67 Mio. | 11,6 %      |
| 58                                                                                             | 10        | Bingo Jürgen              | 13. März 2024      | Heinz Dietz    | Lucas Flasch                    | 2,58 Mio. | 11,2 %      |
| 59                                                                                             | 11        | Tödliche Nachbarn         | 20. März 2024      | Heinz Dietz    | Linus Foerster                  | 2,57 Mio. | 11,3 %      |
| 60                                                                                             | 12        | Wasserleichen lügen nicht | 27. März 2024      | Heinz Dietz    | Cornelia Deil                   | 2,54 Mio. | 11,1 %      |
| Am 3. Januar 2024 wurden alle Episoden der fünften Staffel in der ZDFmediathek veröffentlicht. |           |                           |                    |                |                                 |           |             |

## Staffel 6
| Nr. (ges.)                                                                                       | Nr. (St.) | Originaltitel                  | Erstausstrahlung D | Regie               | Drehbuch                      | Zuschauer | Marktanteil |
| ------------------------------------------------------------------------------------------------ | --------- | ------------------------------ | ------------------ | ------------------- | ----------------------------- | --------- | ----------- |
| 61                                                                                               | 1         | Feuerwerk                      | 25. Sep. 2024      | André Siebert       | Cornelia Deil                 | 2,07 Mio. | 9,9 %       |
| 62                                                                                               | 2         | Schlangengrube                 | 2. Okt. 2024       | André Siebert       | Annett Walter, Sophia Immich  | 2,04 Mio. | 10,1 %      |
| 63                                                                                               | 3         | Die Verwechslung               | 9. Okt. 2024       | André Siebert       | Ines Berwing                  | 2,09 Mio. | 9,5 %       |
| 64                                                                                               | 4         | Backen ist Gold                | 16. Okt. 2024      | André Siebert       | Lucas Flasch                  | 2,34 Mio. | 10,8 %      |
| 65                                                                                               | 5         | Schiffbruch                    | 23. Okt. 2024      | Josephine Frydetzki | Thomas Brinx, Anja Kömmerling | 2,29 Mio. | 10,7 %      |
| 66                                                                                               | 6         | Vermisste Schwester            | 30. Okt. 2024      | Josephine Frydetzki | Marco Wiersch                 | 2,31 Mio. | 10,4 %      |
| 67                                                                                               | 7         | Die Staatsschützerin           | 13. Nov. 2024      | Josephine Frydetzki | Linus Foerster                | 2,44 Mio. | 10,6 %      |
| 68                                                                                               | 8         | Höhenrausch                    | 20. Nov. 2024      | Josephine Frydetzki | Volker Führer                 | 2,46 Mio. | 10,7 %      |
| 69                                                                                               | 9         | Edelfeder                      | 27. Nov. 2024      | Florian Gärtner     | Cornelia Deil                 | 2,39 Mio. | 10,7 %      |
| 70                                                                                               | 10        | Bis dass der Tod euch scheidet | 5. Dez. 2024       | Florian Gärtner     | Julia Thürnagel               | –         | –           |
| 71                                                                                               | 11        | Totgeglaubte leben länger      | 11. Dez. 2024      | Florian Gärtner     | Jan Krebs                     | 2,31 Mio. | 10,5 %      |
| 72                                                                                               | 12        | Die letzte Ermittlung          | 18. Dez. 2024      | Florian Gärtner     | Lucas Flasch                  | 2,31 Mio. | 10,9 %      |
| Alle Episoden wurden jeweils eine Woche vor der Ausstrahlung in der ZDFmediathek veröffentlicht. |           |                                |                    |                     |                               |           |             |